# Il vendicatore (film 1940)
Il vendicatore (Brother Orchid) è un film del 1940 diretto da Lloyd Bacon.

## Trama
Due gangster lottano per la supremazia nella banda, uno di loro rimarrà gravemente ferito e la fidanzata lo deluderà terribilmente. Questi due eventi lo porteranno a ritirarsi in convento.

## Distribuzione
La pellicola uscì nelle sale italiane nel 1950.